# John Petersen (færøsk politiker)
 For alternative betydninger, se John Petersen. (Se også artikler, som begynder med John Petersen)
John Christian Petersen (født 8. september 1948 i Skopun, død 12. september 2018) var en færøsk entreprenør og tidligere politiker (FF).
Han var uddannet skibsbygger fra 1969 samt maskinist fra 1974. Han var selvstændig erhvervsdrivende som skibsbygger 1965–1973 og var fra 1975 entreprenør i bygge- og anlægsvirksomheden J. & K. Petersen.

Petersen var medlem af kommunalbestyrelsen i Skopun 1976–92, bestyrelsesmedlem i elselskabet SEV 1985–1991 og valgt til Lagtinget fra Sandoy 1988–2002. Petersen var fiskeri- og landbrugsminister 1991–93 i Atli Dams sjette regjering, senere igen fiskeriminister 1996–98 i Edmund Joensens anden regering og Anfinn Kallsbergs første regering. Han havde ansvaret for fiskerierhvervet i en tid, da finanskrisen på Færøerne nærmest havde udradererede erhvervet. Han var kritisk overfor, at danskerne havde udpeget de personer, der skulle bestyre en finansieringsfond for omorganisering af fiskeindustrien, og karakteriserede Danmark som "storimperialister".
Petersen måtte trække sig som fiskeriminister i 1998 efter anklager om voldtægt af en 17 årig pige, mens hun boede på værelse i hans hjem i 1995.
 Petersen nægtede sig skyldig, men måtte bøje sig for presset og trække sig fra ministerposten, og blev senere idømt 10 måneders fængsel og 30 000 kroner i godtgørelse til pigen. Han hævdede fortsat, at han var uskyldig, og at samlejet var sket frivilligt. I juli 1999 fik han afslag på ansøgning til Justitsministeriet om at få prøvet sagen for Højesteret. Efter dette trak han sig også fra Lagtinget og blev erstattet af Eyðun M. Viderø for resten af valgperioden.